# الأمراض العقلية ذات الأساس البيولوجي
المرض العقلي ذو الأساس البيولوجي هو أحد التعاريف الرئيسية الثلاثة المستخدمة في قوانين تكافؤ الصحة العقلية بالولايات المتحدة الأمريكية.
بموجب قانون تيموثي (المرجع المُستخدم لقانون ولاية نيويورك منذ يناير 2007)، تصنف الاضطرابات التالية كأمراض عقلية ذات أساس بيولوجي:
- الفصام (الاضطراب الذهاني)
- الاكتئاب الكبير
- الاضطراب ثنائي القطب
- الاضطرابات الوهامية
- اضطراب الهلع
- اضطراب الوسواس القهري
- الشره العصبي
- القهم العصبي

## روابط خارجية
SD7 (Published 2002) - Coverage for Biologically Based Mental Illness
Safety Theory A Biologically Based Evolutionary Perspective on Life Stress, Health, and Behavior Annual Reviews
biological classification of mental disorders (BeCOME) study: a protocol for an observational deep-phenotyping study for the identification of biological subtypes - PMC